# Randsburg (Kalifornija)
Randsburg je naseljeno područje za statističke svrhe u američkoj saveznoj državi Kalifornija. Prema popisu stanovništva iz 2010. u njemu je živjelo 69 stanovnika.